# Landeck
Landeck er en by i den østrigske delstat Tyrol. Byen er forvaltningsstedet i distriktet af samme navn og har 7600 indbyggere (pr. 2005). Den ligger i en udvidelse af dalen til Inn, hvor denne svinger mod øst, og nærme indgangen til Paznaun- og Stanzer Tal.
På grund af Landecks beliggenhed må al trafik fra Innsbruck (dvs. fra øst) over både Arlberg- og Reschenpasset (dvs. vest- resp. sydover) passere byen.